# Влажный континентальный климат

Влажный континентальный климат

Влажный континентальный климат (для обозначения используются латинская заглавная буква D и строчные a или b) — тип климата в классификации Кёппена, отличающийся большими сезонными колебаниями температур воздуха, с жарким (или тёплым) летом и холодной зимой. Для региона к местностям с влажным континентальным климатом средняя температура самого холодного месяца должна быть ниже −3 °C, и, по крайней мере в 4 месяцах в году, среднемесячная температура выше 10 °C.
Осадки относительно равномерно распределены в течение года. На большей части района осадки выпадают преимущественно летом, часто при грозовых ливнях. Зимой дожди и снегопады, в основном, сопряжены с прохождением циклонов и связанных с ними фронтов. Хотя климат и определён как «влажный», на деле средний уровень влажности не так высок, но достаточен, чтобы не классифицировать эти районы как «полузасушливые» или «засушливые».
Влажный континентальный климат характерен для местностей, расположенных, как правило, южнее 60° северной широты, в центральных и северо-восточных районах Азии, Европы и Северной Америки, и не характерен для Южного полушария вследствие большей площади океанов в соответствующих широтах, смягчающих континентальность климата.

## Виды влажного континентального климата
Влажный континентальный климат классифицируется в зависимости от средней температуры самого жаркого месяца лета и количества осадков
a — средняя температура самого тёплого месяца превышает 22 °C (жаркое лето):
Dsa — сухой сезон летом (в самый сухой летний месяц осадков выпадает не более 30 мм, и не превышает 1/3 от количества осадков а самый влажный зимний месяц);
Dwa — сухой сезон зимой (в самый сухой зимний месяц осадков выпадает выпадает не более 1/10 от количества осадков в самом влажном летнем месяце);
Dfa — не подлежит чёткой классификации;
b — средняя температура самого тёплого месяца превышает 10 °C (тёплое лето):
Dsb — сухой сезон летом;
Dwb — сухой сезон зимой;
Dfb — не подлежит чёткой классификации.

## Dfa/Dwa/Dsa: Влажный континентальный климат с жарким летом

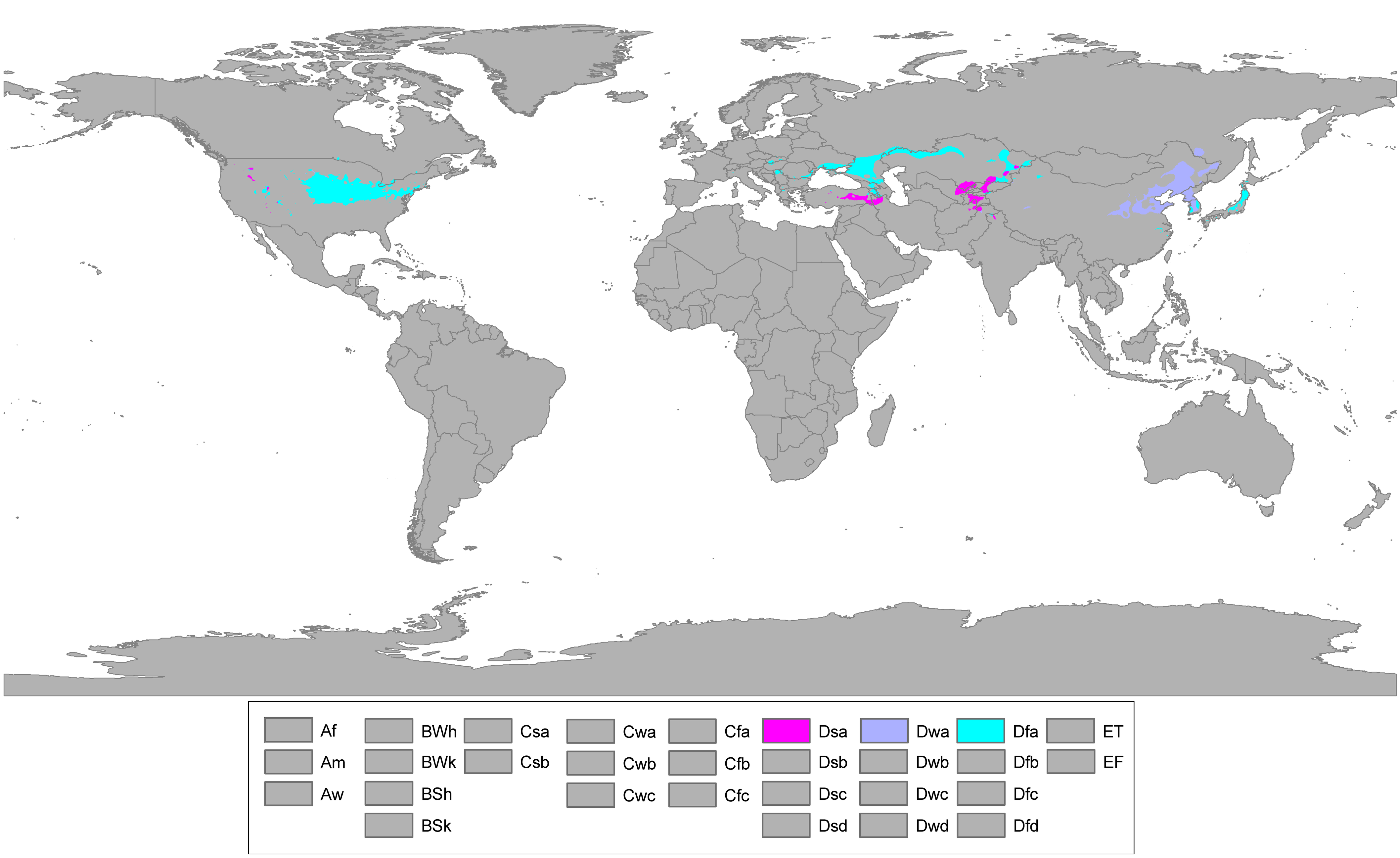
Регионы с жарким летом

Климат региона классифицируют как влажный континентальный климат с жарким летом в случае, если средняя температура самого жаркого месяца превышает 22 °C. Как правило, таким месяцем является июль, в некоторых регионах — август. Для этих регионов характерны существенные колебания температуры воздуха в течение года: температура самого жаркого месяца может превышать 32 °C, в то время как средняя температура самого холодного месяца может опускаться ниже −3,0 °C. В Европе влажный континентальный климат с жарким летом характерен для большей части Румынии, Молдавии, Юга Украины, Среднедунайской низменности (части Венгрии, Хорватии и Сербии), большей части Северного Кавказа и Нижнего Поволжья, левобережных и южных частей Саратовской, Самарской, Оренбургской областей России. В Азии — для Казахстана, отдельных регионов Ирана, Турции, Кашмира в Индии, большей части Северо-Восточного Китая, почти всей Северной Кореи, большей части Южной Кореи и Северной Японии. В Восточной Азии влажный континентальный климат имеет переходный характер к муссонному: здесь доля осадков, выпадающих летом, значительно больше доли зимних осадков. При вследствие влияния Сибирского антициклона здесь отмечаются намного более холодные зимы, чем в других регионах, расположенных в этих широтах. В Северной Америке влажный континентальный климат с жарким летом характерен для Новой Англии и Средне-Атлантических штатов и большей части Среднего Запада США, отдельный районов канадской провинции Онтарио.
Значительная часть Центральной Азии, Северо-западного Китая и Южной Монголии имеют температурный режим, близкий к влажному континентальному климата, однако вследствие значительно меньшего количества осадков, их климат классифицируется как климат степей (BSk) или пустынь (BWk).
| Показатель                | Янв.  | Фев.  | Март  | Апр.  | Май  | Июнь | Июль | Авг. | Сен. | Окт. | Нояб. | Дек.  | Год   |
| ------------------------- | ----- | ----- | ----- | ----- | ---- | ---- | ---- | ---- | ---- | ---- | ----- | ----- | ----- |
| Абсолютный максимум, °C   | 19,4  | 23,9  | 31,1  | 32,8  | 36,7 | 40,0 | 40,6 | 38,9 | 38,3 | 34,4 | 27,2  | 21,7  | 40,6  |
| Средний максимум, °C      | −0,6  | 1,8   | 8,1   | 15,0  | 21,1 | 26,5 | 28,9 | 27,7 | 23,8 | 16,8 | 9,0   | 1,6   | 15,0  |
| Средняя температура, °C   | −4,6  | −2,4  | 3,3   | 9,4   | 15,1 | 20,5 | 23,3 | 22,4 | 18,1 | 11,4 | 4,6   | −2,4  | 9,9   |
| Средний минимум, °C       | −8,6  | −6,6  | −1,6  | 3,8   | 9,1  | 14,5 | 17,7 | 17,2 | 12,4 | 6,0  | 0,2   | −6,3  | 4,8   |
| Абсолютный минимум, °C    | −32,8 | −29,4 | −24,4 | −13,9 | −2,8 | 1,7  | 7,2  | 5,6  | −1,7 | −10  | −18,9 | −31,7 | −32,8 |
| Норма осадков, мм         | 44    | 46    | 64    | 86    | 94   | 88   | 94   | 125  | 82   | 80   | 80    | 57    | 940   |
| Источник: Погода и климат |       |       |       |       |      |      |      |      |      |      |       |       |       |

## Dfb/Dwb/Dsb: влажный континентальный климат с тёплым летом

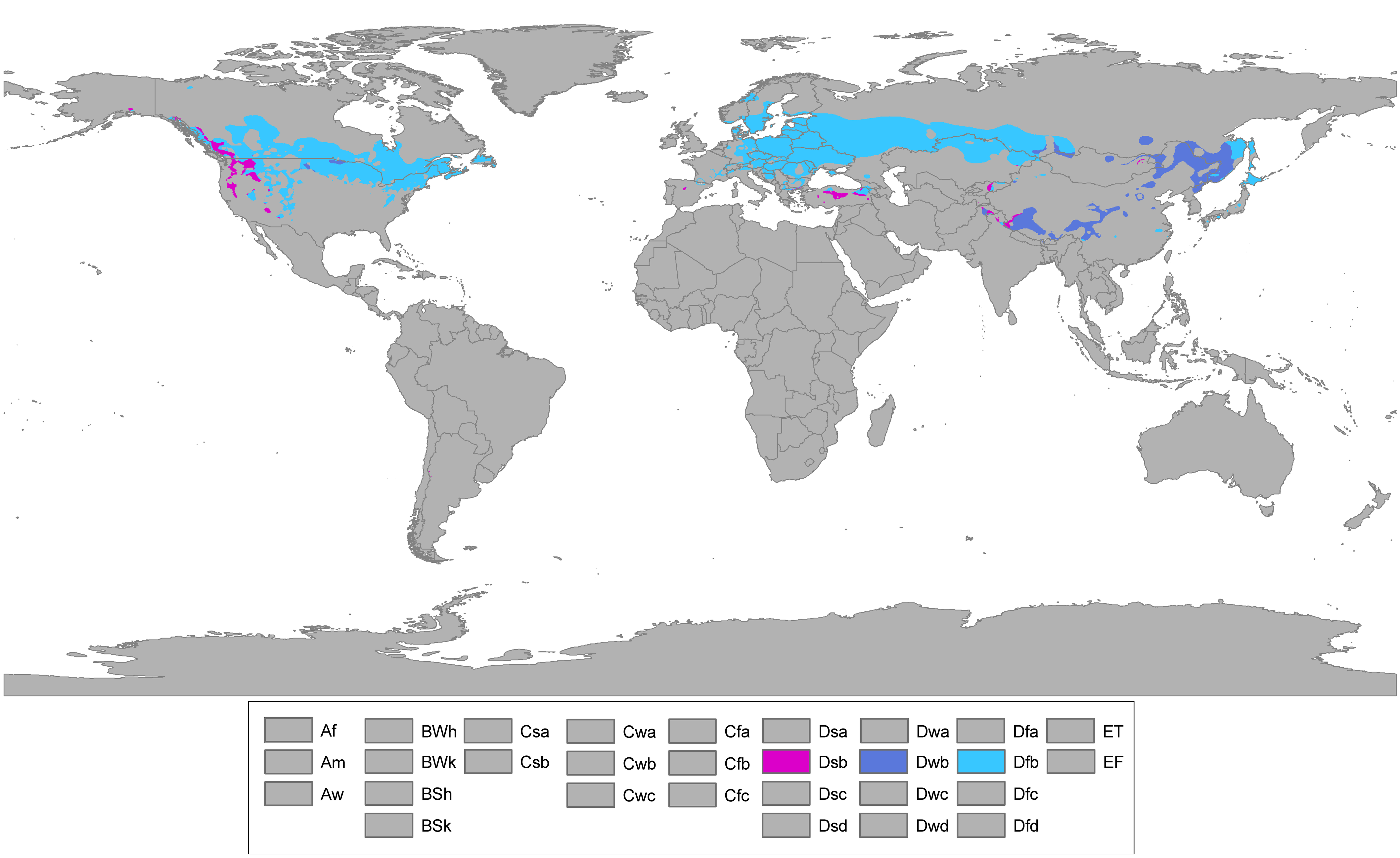
Регионы с тёплым летом

Климат региона классифицируют как влажный континентальный климат с тёплым летом в случае, если средняя температура самого жаркого месяца не превышает 22 °C. Этот подтип влажного континентального климата охватывает большую территорию, чем подтип с жарким летом. В Северной Америке эта климатическая зона характерна для регионов, расположенных между 40° и 50° северной широты, как правило, к востоку от 100° западной долготы. Однако в регионе канадских прерий этот подтип влажного континентального климата отмечается и в местностях, расположенных значительно севернее 50° северной широты. В Европе влажный континентальный климат с тёплым летом распространяется вплоть до 61° северной широты. В Европе этот подтип характерен для центральной Скандинавии, Прибалтики, восточной Австрии, отдельных регионов Германии, большей части Польши, Чехии, Словакии, Украины, Северной Румынии. Особенностью климата прибрежных районов центральной Скандинавии являются значительно более мягкие зимы, более характерные для регионов с жарким летом.
Для влажного континентального климата с тёплым летом характерны мягкое лето, длинные холодные зимы и меньшее среднегодовое количество осадков по сравнению с регионами с более жарким летом, что, однако, не исключает кратковременных периодов с очень жаркой погодой.
Большая часть Монголии и отдельные регионы Южной Сибири имеют климат, близкий по характеристикам к влажного континентальному, однако вследствие гораздо меньшего количества осадков классифицируются как регионы с пустынным или полупустынным климатом.
| Показатель                | Янв.  | Фев.  | Март  | Апр. | Май  | Июнь | Июль | Авг. | Сен. | Окт.  | Нояб. | Дек.  | Год   |
| ------------------------- | ----- | ----- | ----- | ---- | ---- | ---- | ---- | ---- | ---- | ----- | ----- | ----- | ----- |
| Абсолютный максимум, °C   | 8,6   | 8,3   | 19,7  | 28,9 | 33,2 | 34,8 | 38,2 | 37,3 | 32,3 | 24    | 16,2  | 9,6   | 38,2  |
| Средний максимум, °C      | −3,9  | −3    | 3,0   | 11,7 | 19,0 | 22,4 | 24,7 | 22,7 | 16,4 | 8,9   | 1,6   | −2,3  | 10,1  |
| Средняя температура, °C   | −6,2  | −5,9  | −0,7  | 6,9  | 13,6 | 17,3 | 19,7 | 17,6 | 11,9 | 5,8   | −0,5  | −4,4  | 6,3   |
| Средний минимум, °C       | −8,7  | −8,8  | −4,2  | 2,3  | 8,1  | 12,2 | 14,8 | 13,0 | 8,0  | 3,0   | −2,4  | −6,5  | 2,6   |
| Абсолютный минимум, °C    | −42,1 | −38,2 | −32,4 | −21  | −7,5 | −2,3 | 1,3  | −1,2 | −8,5 | −20,3 | −32,8 | −38,8 | −42,1 |
| Норма осадков, мм         | 53    | 44    | 39    | 37   | 61   | 78   | 84   | 78   | 66   | 70    | 52    | 51    | 713   |
| Источник: Погода и Климат |       |       |       |      |      |      |      |      |      |       |       |       |       |